# Bob-Europameisterschaft 1991
Die Bob-Europameisterschaft 1991 wurde am 22. Januar im Zweierbob und am 27. Januar 1991 im Viererbob zum vierten Mal auf der Natureisbahn Breuil-Cervinia im italienischen Cervinia als fünfte von sechs Veranstaltungen des Bobweltcups  ausgetragen.
Nach der Deutschen Wiedervereinigung trat nun erstmals ein gesamtdeutsches Bobteam bei Europameisterschaften an. Der neu berufene Bundestrainer Raimund Bethge, bis dahin im DDR-Bobsport tätig, musste nun aus den besten Bobteams der DDR und der vormaligen Bundesrepublik eine Mannschaft formen. In internen Qualifikationswettkämpfen setzten sich zunächst die Piloten Wolfgang Hoppe und Harald Czudaj durch und wurden für die Bob-Weltmeisterschaften, die erstmals im erzgebirgischen Altenberg stattfanden, geschont. Die Europameisterschaft war somit für die sogenannte zweite Reihe, bestehend aus Rudi Lochner, Dirk Wiese und Volker Dietrich, die Möglichkeit, sich noch für die WM zu empfehlen. Darüber hinaus waren die Trainer aus der DDR, die im neuen gesamtdeutschen Sportsystem nicht sofort eine Anstellung fanden, begehrte Experten für andere Bob-Nationalmannschaften. Horst Hörnlein war für das britische Bobteam verantwortlich, Detlef Richter hatte eine Anstellung beim italienischen Verband erhalten. Durch das Fehlen der deutschen Top-Athleten kam der Zweierbob-Titelverteidiger Gustav Weder vor allem im kleinen Schlitten fast zwangsläufig in die Favoritenstellung. Da im Viererbob Titelverteidiger Peter Kienast mit dem Bobsport aufgehört hatte, er betreute nun das US-Team, war für Weder auch der Europameistertitel im Viererbob, ein Titel der ihm noch fehlte, in greifbare Nähe gerückt.

## Reglementsänderung
Auf dem FIBT-Kongress im italienischen Saint Vincent wurde im Juni 1990 beschlossen, nunmehr nur noch zwei statt vier Wertungsläufe pro Weltcuprennen durchzuführen. Da die Europameisterschaft innerhalb einer Weltcupveranstaltung ausgetragen wurde, galt auch für sie diese Regelung.

## Zweierbob
Der erste Europameisterschaftslauf endete mit einer faustdicken Überraschung. Während Gustav Weder noch im Training der Konkurrenz teilweise weit vorausfuhr, fand er sich zur Halbzeit nach einer überhaupt nicht stimmigen Fahrt auf der schwer zu zur befahrenden Natureisbahn im Aostatal nur auf dem siebten Rang wieder. Es führte der deutsche Bob mit Pilot Volker Dietrich, an zweiter Stelle lag nicht minder überraschend der Brite Nick Phipps. Bester Schweizer Pilot war der EM-Neuling Celeste Poltera auf dem dritten Platz. Die jeweiligen Abstände waren jedoch nicht groß, so trennten Dietrich und Weder 35 Hundertstel, zum Bronzeplatz von Poltera hatte Weder gar nur 9 Hundertstel Rückstand.
Im zweiten Durchgang legte Weder die mit Abstand schnellste Zeit des Tages hin, der direkt vor ihm gestartete, auf Platz 8 liegende Rudi Lochner fuhr mit 26 Hundertstel Rückstand die zweitbestes Laufzeit. Anschließend biss sich Konkurrent um Konkurrent an Weders Zeit die Zähne aus und es kam noch zu einigen Verschiebungen im Klassement. Am meisten profitierte neben Weder der deutsche Bob von Rudi Lochner, der von Platz acht noch auf den vierten Platz vor rutschte. Die Bronzemedaille verpasste er dabei um gerade einmal 3 Hundertstel. Diese sicherte sich der Italiener Günther Huber, dem neuen Trainerteam war damit auf Anhieb eine internationale Medaille gelungen. Als Volker Dietrich im zweiten Durchgang nur die viertschnellste Zeit mit einem gehörigen Rückstand auf Weder fuhr, war die Sensation perfekt, Titelverteidiger Gustav Weder wurde erneut Bob-Europameister im Zweierbob.
| Rang | Bob                                                 | Lauf 1  | Lauf 1 | Lauf 2  | Lauf 2 | Gesamtzeit Rückstand |
| Rang | Bob                                                 | Zeit    | Rang   | Zeit    | Rang   | Gesamtzeit Rückstand |
| ---- | --------------------------------------------------- | ------- | ------ | ------- | ------ | -------------------- |
| 1    | Schweiz I Gustav Weder Bruno Gerber                 | 1:04,96 | 7      | 1:04,12 | 1      | 2:09,08 min          |
| 2    | Deutschland II Volker Dietrich Peer Joechel         | 1:04,61 | 1      | 1:04,58 | 4      | 2:09.19 +0.11        |
| 3    | Italien I Günther Huber Stefano Ticci               | 1:04,89 | 5      | 1:04,43 | 3      | 2:09.32 +0.24        |
| 4    | Deutschland I Rudi Lochner Markus Zimmermann        | 1:04,97 | 8      | 1:04,38 | 2      | 2:09.35 +0.27        |
| 5    | Österreich I Ingo Appelt Thomas Schroll             | 1:04,91 | 6      | 1:04,58 | 4      | 2:09.49 +0.41        |
| 6    | Schweiz II Celeste Poltera Marco Battaglia          | 1:04,87 | 3      | 1:04,65 | 6      | 2:09.52 +0.44        |
| 7    | Schweiz III Christian Meili Christian Reich         | 1:05,13 | 9      | 1:04,78 | 7      | 2:09.91 +0.83        |
| 8    | Kanada II Chris Lori Ken LeBlanc                    | 1:04,88 | 4      | 1:05,04 | ?      | 2:09.92 +0.84        |
| 9    | Vereinigtes Königreich I Nick Phipps Dave Armstrong | 1:04,71 | 2      | 1:05,35 | ?      | 2:10.06 +0.98        |
| 10   | Vereinigtes Königreich II Sean Olsson Erik Sekwalor |         |        |         |        | 2:10.41 +1.33        |

## Viererbob
In Vorbereitung auf die Konkurrenz bei den großen Schlitten wurden Erinnerungen an die Europameisterschaft 1987 wach. Schon damals hatte es schwere Trainingsstürze gegeben, infolge dessen ein Teil der damals führenden Teams abgereist war. Auch diesmal gab es wieder Trainingsstürze, so dass das erste Training abgebrochen wurde. Neben den zum Favoriten ernannten Gustav Weder, der diese Stellung auch im Training bestätigte, sah die Presse auch Ingo Appelt aus Österreich sowie die deutschen Bobs mit Volker Dietrich, Rene Wiese und Rudi Lochner als Mitfavoriten um den EM-Titel. Letztlich gewann Weder mit fast einer halben Sekunde Vorsprung seinen ersten EM-Titel im Viererbob vor Dirk Wiese, der seine aufsteigende Form mit der ersten internationalen Medaille im Bobsport krönte. Nach Silber im Zweierbob gewann Volker Dietrich Bronze im Vierer. Trotz eines guten fünften Platzes von Christian Meili gab es dennoch Aufregung im Schweizer Boblager. Nachdem Nico Baracchi durch einen Fehler eines Crewmitglieds beim Einsteigen nach dem ersten Lauf nur Platz 17 bei 21 Teilnehmern belegt hatte, trat der zum zweiten Lauf nicht mehr an. Baracchi wurde daraufhin für das nächste Weltcuprennen in La Plagne vom Schweizer Verband gesperrt.
| Platz | Bob                                                                                  | Gesamtzeit Rückstand |
| ----- | ------------------------------------------------------------------------------------ | -------------------- |
| 1     | Schweiz I Gustav Weder Bruno Gerber Lorenz Schindelholz Curdin Morell                | 2:02.99              |
| 2     | Deutschland I Dirk Wiese Thorsten Wölm Oliver Rogge Olaf Hampel                      | 2:03.47 +0.48        |
| 3     | Deutschland II Volker Dietrich Sven Rühr Frank Jacob Thomas Rex                      | 2:03.55 +0.56        |
| 4     | Österreich I Ingo Appelt Gerhard Haidacher Gerhard Redl Harald Winkler               | 2:03.82 +0.83        |
| 5     | Schweiz III Christian Meili Beat Hitz René Hitz Christian Reich                      | 2:04.05 +1.06        |
| 6     | Deutschland III Rudi Lochner Kai-Uwe Kohlert Matthias Zieschang Markus Zimmermann    | 2:04.18 +1.19        |
| 7     | Vereinigtes Königreich II Nick Phipps David Armstrong Jerry Keen Edd Horler          | 2:04.26 +1.27        |
| 8     | Kanada I Greg Haydenluck Todd Crawford Sheridon Baptiste Peter Robertsen-Stovel      | 2:04.32 +1.33        |
| 9     | Vereinigte Staaten I Charles Leonowicz Todd Snavely Bryan Leturgez Christopher Green | 2:04.35 +1.36        |
| 10    | Italien Günther Huber Antonio Tartaglia Thomas Rottensteiner Marco Andreatta         | 2:04.40 +1.41        |

## Medaillenspiegel
| Platz | Nation      | Gold | Silber | Bronze |
| ----- | ----------- | ---- | ------ | ------ |
| 1     | Schweiz     | 2    | 0      | 0      |
| 2     | Deutschland | 0    | 2      | 1      |
| 3     | Italien     | 0    | 0      | 1      |